# Chiesa di Sant'Angela Merici (Castellammare del Golfo)
La chiesa di Sant'Angela Merici è un piccolo edificio di culto cattolico ubicato nella via Generale Michele Di Gaetano a Castellammare del Golfo, in provincia di Trapani.
In questa chiesa dal 1931 al 2000 si conservó il quadro della Madonna della Scala, che oggi si venera nel santuario.

## Storia
In seguito alla costituzione dell'istituto religioso delle orsoline del Santissimo Crocifisso nella chiesa della Madonna delle Grazie, nel 1931 la compagnia si trasferì in locali presi in affitto nell'allora via Macina, oggi via Generale Michele Di Gaetano, dando vita all'annessa chiesa di Sant'Angela Merici.
Il 30 ottobre 1938 l'intero edificio costituito dalla chiesa e dall'istituto fu venduto dai proprietari Pilara, ormai residenti a Palermo, alla superiora pro-tempore Maria Giunchiglia. La Giunchiglia, tuttavia, acquistò non a titolo personale ma bensì con denaro della Compagnia di Sant'Orsola di Castellammare.
L'istituto e la chiesa diventarono presto un importante centro di spiritualità per tutta Castellammare e dalla chiesa della Madonna delle Grazie, vi fu trasferita e messa sull'altare una grande icona di Sant'Angela Merici. Le orsoline si dedicarono, infatti, all'asilo per i bambini, al catechismo, alla scuola di ricamo ecc. 
Inoltre, questo istituto divenne la sede del vicariato foraneo e casa del vescovo ogni talvolta che il presule di Mazara del Vallo veniva in visita a Castellammare del Golfo. Il vescovo, infatti, dimorava alcune settimane in città, visitando tutte le chiese e ricevendo chiunque in via Macina.
Nel 1952 l'istituto e la chiesa, ancora intestati alla superiora Maria Giunchiglia e pur continuando ad essere di fatto la sede della Compagnia di Sant'Orsola, furono affidati alla Chiesa Madre a scopo di culto e di religione, specialmente per utilizzare gli annessi locali per le scuole catechiste. 
Nella seconda metà del XX secolo, l'istituto cominciò a non avere più vocazioni e ciò provocò il progressivo aumento dell'età media delle orsoline e la lenta ma progressiva diminuzione delle forze operanti. Nel 1965 scomparve anche don Giovanni Sarcona, grande animatore dell'opera e l'ultima superiora fu la maestra Sara Greco deceduta nel 2008. Con lei e con la morte della consorella Francesca Pipitone, avvenuta nel 2009, si estinse definitivamente la Compagnia di Sant'Orsola a Castellammare del Golfo.
L'officiatura liturgica della chiesa di Sant'Angela, comunque, continuò con la santa messa mattutina sino a tutto il mese di maggio dell'anno 2009, pur in assenza delle orsoline e grazie all'impegno di non poche persone che si adoperarono in tutti i modi, affinché questa realtà non venisse definitivamente spenta. Nell'estate del 2009 il sacerdote Francesco Giuffrè co-parroco della Chiesa Madre, su mandato dell'allora vescovo di Trapani vendette l'intero istituto ad un privato ma ad eccezione della chiesa. La vendita di questo immobile sarebbe poi rientrata nel contesto delle irregolarità amministrative della curia diocesana trapanese, oggetto di una visita apostolica avvenuta nel 2012. Per quanto riguarda la chiesa con l'annessa sacrestia, fu quasi contemporaneamente sottoscritto un accordo preliminare di compravendita con un altro privato che la curia nella primavera del 2012 avrebbe annullato, restituendo la caparra all'acquirente. L'istituto, essendo ormai venduto, non poté più rientrare nella proprietà ecclesiastica e venne riadattato in struttura alberghiera.

## Descrizione
La chiesa di Sant'Angela è ubicata nella via Generale Michele Di Gaetano, poco distante dall'antica fontana del cannolo novu. 
La piccola facciata, rivolta verso est, è semplice ed è caratterizzata da un piccolo portone d'ingresso in legno decorato con elementi floreali. Al di sopra del portone è presente una maiolica raffigurante la Vergine Maria con in braccio il bambino Gesù. Al di sopra si apre un oculo, unica fonte di luce della chiesa.
L'interno semplice e squadrato misura 9 metri in lunghezza e 3 e mezzo in larghezza. È presente un solo altare in marmo dedicato alla titolare della chiesa con un'antica icona di Sant'Angela un tempo conservata nella chiesa della Madonna delle Grazie. Ai lati sono invece presenti due antiche tele di San Carlo Borromeo e di Sant'Orsola. Invece, alla sinistra dell'altare vi è una piccola edicola con una statua dell'Immacolata Concezione.